# ديانات الخلاص الصينية
ديانات الخلاص الصينية أو الطوائف الدينية الشعبية الصينية هي تقاليد دينية صينية تتسم باهتمامها بالخلاص (الإشباع الخُلُقي) للشخص والمجتمع. تتميز بالمساواتية، ووجود شخصية مؤسسة جذابة غالبًا ما تتلقى وحيًا إلهيًا، ولاهوتًا خاصًا مكتوبًا في نصوص مقدسة، وعلم آخرات ملياري ودرب خلاص طوعي، وتجربة مُجسدة للظواهر الخارقة للطبيعة عبر الشفاء وتهذيب الذات، وميل توسعي عن طريق التبشير وفعل الخير.
يعتبر بعض الباحثون هذه الديانات ظاهرة واحدة، ويعتبرها آخرون رابع أعظم فئة دينية صينية إلى جانب نظم الاعتقاد الكونفوشية والبوذية والطاوية الراسخة. تركز هذه الديانات عمومًا على عبادة الله الأوحد، ويُمثل إما ذكرًا أو أنثًى أو دون جنس، وتعتبر أولياءها المقدسين تجسيدات للإله.

## اصطلاح وتعريف
إن «ديانات الخلاص الصينية» (救度宗教 jiùdù zōngjiào) مصطلح معاصر مستحدث ابتُكر كتصنيف اجتماعي ويُعطي أولوية للمسعى الجوهري للطوائف الدينية الشعبية وهو خلاص الفرد والمجتمع، بعبارة أخرى يعني الإشباع الخُلُقي للأفراد في المجتمعات الحسية المعاد بناؤها. عادة ما يصفها الباحثون الصينيون على أنها «طوائف دينية شعبية» (民间宗教 mínjiān zōngjiào, 民间教门 mínjiān jiàomén or 民间教派 mínjiān jiàopài)) أو «معتقدات شعبية» (民间信仰 mínjiān xìnyǎng).
أحد الأسماء الجماعية قيد الاستخدام ربما منذ أواخر حكم سلالة تشينغ هو  huìdàomén (会道门 « كنائس، طرق وبوابات»)، إذ أن أسماءها تستخدم بالتبادل مصطلحات huì (会 «كنيسة»، «مجتمع»، «نادي»، «محفل»؛ عند الإشارة إلى الصيغة المشتركة)، dào (道 «طريق») أو mén (门 «بوابة»، «باب»).
عادة ما تُدعى محافلها ونقاط عباداتها باسم tang (堂 «كنيسة»، «قاعة» أو tán (坛 «مذبح»). يُعرفها الباحثون الغربيون خطأً على أنها كنائس «بروتستانتية». انبثقت ديانات مينه داو والكاو دائية الفيتنامية من تقليد حركات الديانات الشعبية الصينية ذاته.

### الديانات السرية
تُعد «المجتمعات السرية» (秘密社会 mìmì shèhuì, أو  秘密结社 mìmì jiéshè) أحد الفئات المتداخلة مع فئة حركات الخلاص، وهي مجتمعات دينية ذات صبغة تعميدية ومتحفظة، تشمل الميليشيات الريفية والمنظمات الأخوية التي أصبحت شعبية جدًا في الفترة الجمهورية المبكرة، وغالبًا ما توصف بأنها «عقائد مهرطقة» (宗教异端 zōngjiào yìduān).